# Sottevast
Sottevast – miejscowość i gmina we Francji, w regionie Normandia, w departamencie Manche.
Według danych na rok 1990 gminę zamieszkiwało 1146 osób, a gęstość zaludnienia wynosiła 106 osób/km² (wśród 1815 gmin Dolnej Normandii Sottevast plasuje się na 200. miejscu pod względem liczby ludności, natomiast pod względem powierzchni na miejscu 453.).